# L'Enlèvement de Perséphone (film)
Pour les articles homonymes, voir L'Enlèvement de Perséphone.
Pour plus de détails, voir Fiche technique et Distribution.
L'Enlèvement de Perséphone (grec moderne : Αρπαγή της Περσεφόνης, Arpayi tis Persephonis) est un film grec, comédie néoréaliste, réalisé par Grigóris Grigoríou et sorti en 1956.
Le film a été tourné dans un petit village de l'Attique. Très vite, Grigoríou s'est rendu compte qu'il ne pourrait suivre son scénario à la lettre. Il a alors « laissé » tourner la caméra, enregistrant ainsi la vie quotidienne d'un village grec des années 1950.

## Synopsis
Deux villages de montagne se battent pour le contrôle d'une source. Panochori (littéralement le village d'en haut) a de l'eau mais pas de terres fertiles ; Katochori (littéralement le village d'en bas) a des terres fertiles, mais pas d'eau. Un jeune agronome, Ploutona, originaire de Panochori, revient dans son village. Il est l'instrument de la réconciliation grâce à son amour (réciproque) pour Perséphone, la fille de Madame Démeter, la plus riche propriétaire terrienne de Katochori.

## Fiche technique
- Titre : L'Enlèvement de Perséphone
- Titre original : Αρπαγή της Περσεφόνης (Arpayi tis Persephonis)
- Réalisation : Grigóris Grigoríou
- Scénario : Iákovos Kambanéllis
- Société de production : Anzervos et École supérieure de cinéma « Stavrakos »
- Directeurs de la photographie : Grigoris Danalis, Gerasimos Kalogeratos
- Montage : Giorgos Tsaoulis
- Direction artistique : P. Papadatos
- Costumes : Minos Argyrakis
- Musique : Argyris Kounadis (el)
- Pays d'origine : Grèce
- Genre : comédie néoréaliste
- Format  : 35 mm, couleur
- Durée : 91 minutes
- Date de sortie : 1956

## Distribution
- Aléka Katséli : Dimitra
- Oréstis Makrís
- Vassilis Diamantopoulos (en) : Dias
- Lavrentis Dianellos (en)
- Iannis Prineas
- Mairi Tsapalou
- Kóstas Kazákos